# Justin Hammer
Justin Hammer é um vilão das histórias em quadrinhos norte-americanas da Marvel Comics, criado em 1978 por Bob Layton, John Romita, Jr. e David Michelinie, originalmente como um rival de Tony Stark. Sua primeira aparição foi na revista Iron Man nº 120.

## Outras mídias
- Apareceu no desenho animado Iron Man, sendo visto não só como um grande rival da Stark Industries, mas também como um aliado do supervilão Mandarim;
- O vilão apareceu, também, no filme Iron Man 2 em 2010, sendo interpretado pelo ator Sam Rockwell.